# Özboynuinceli, Silifke
Özboynuinceli là một xã thuộc huyện Silifke, tỉnh Mersin, Thổ Nhĩ Kỳ. Dân số thời điểm năm 2011 là 300 người.